# Firmin Cuypers
Firmin Cuypers (Tienen, 15 februari 1902 – Brugge, 17 september 1948) was een Belgisch Franstalig schrijver.

## Levensloop
Cuypers werd begin jaren 1920 redacteur bij Journal de Bruges. Hij ondertekende meestal met zijn initialen of zo niet met de pseudoniemen Frans Lieder of Francis Cuvier. Rond 1930 tot 1934 werd hij redacteur bij Le Carillon in Oostende. Hij werd vervolgens hoofdredacteur van Journal de Bruges en bleef dit tot aan zijn vroegtijdige dood, met uiteraard de onderbreking van de oorlog, tijdens dewelke de krant niet verscheen. Van 1922 tot 1927 was hij tevens redactiesecretaris van het literair tijdschrift La Flandre Littéraire in Oostende.
Hij was ook correspondent bij Dépêche du littoral, Gazette de Charleroi, La Flandre libérale en de nieuwsberichten van het INR.
Hij was een hoofdartikel aan het schrijven, toen een hartaderbreuk hem neervelde.

## Publicaties
- James Ensor, l'homme et l'oeuvre, Parijs, 1925, essay.
- La meilleure situation dramatique. Sketh en 6 épisodes burlesques, 1926.
- Le secret de Buddha, 1938, roman.
- Le souverain puéril, 1942, roman.
  - Later heruitgegeven onder de titel L'épopée fantastique d'un jeune Brugeois, Oostende, Erel, 1945.
  - In vertaling verschenen, onder de titel De reine dwaas, Roya, 1942.
- Des siècles racontent, 1943, essay.
- Le Boléro de velours, 1945, roman.
- Aspects et propos de James Ensor, Brugge, Stainforth, 1946, essay.